# Décimo Júnio Silano
Décimo Júnio Silano (em latim: Decimus Iunius Silanus) foi um político da gente Júnia da República Romana eleito cônsul em 62 a.C. com Lúcio Licínio Murena. Provavelmente era filho de Marco Júnio Silano, cônsul em 109 a.C.. Era também padrasto de Marco Júnio Bruto, um dos assassinos de Júlio César, filho do primeiro casamento de sua esposa, Servília Cepião. É possível que os dois sejam pais de Marco Júnio Silano, cônsul em 25 a.C..

## Carreira
Durante seu mandato como edil, em 70 a.C., organizou magníficos jogos. Fracassou em sua eleição ao consulado em 63 a.C., mas conseguiu no ano seguinte, quando foi eleito com Lúcio Licínio Murena vencendo Catilina, que, ao perder no segundo ano consecutivo, deu início à sua segunda conspiração. Como era o cônsul eleito, Cícero, cônsul em 63 a.C., pediu-lhe sua opinião no debate no Senado Romano sobre qual deveria ser a punição aos conspiradores. Silano declarou-se à favor da "pena máxima" aos culpados, mas, depois do discurso de Júlio César, passou a defender a proposta de Tibério Nero, que havia recomendado mantê-los na prisão até que Catilina fosse preso. Ele se defendeu afirmando que não havia pedido a pena capital aos conspiradores e sim que deveriam ser presos, já que esta era a "pena máxima" passível para um senador romano. Por conta disto, ficou a cargo de Catão, o Jovem, a dura decisão de executá-los.
Silano propôs a Lex Licinia Junia, que estabelecia o prazo de três nundinas antes que o povo pudesse votar uma rogatio e confirmou a Lex Cecilia Didia. Plínio, afirma que ele foi procônsul, mas não diz de qual província.

## Família
Foi o segundo marido de Servília Cepião, a amante mais famosa de Júlio César, de quem se divorciou por adultério. Com ela teve três filhas, uma casada com o triúnviro Lépido e outra com Caio Cássio Longino, um dos assassinos de César.
Morreu depois de uma longa enfermidade.